# Лев (танк)
Pz. Kpfw. Löwe (нем. Löwe — Лев), также Pz. Kpfw. VII или VK 70.01  — проект немецкого сверхтяжёлого танка, разработанный в 1941—1942 году фирмой Krupp. Прототип не был изготовлен — имеются лишь различные опытные чертежи, был создан макет из дерева. Одним из вариантов танка был VK 72.01,который представлял собой тот же танк, но с кормовым расположением башни. От проекта отказались в пользу сверхтяжёлого «Мауса».

## История создания
Проработка проекта тяжёлого танка под обозначением VK 65.01 (H) началась в 1939 году. Шасси танка разрабатывал Henschel, а башню — Krupp. По проекту танк имел лобовую броню 80 мм. При создании боевой машины использовался опыт разработки тяжёлого танка Durchbruchswagen (рус. Машина прорыва). От «машины прорыва» были заимствованы элементы корпуса и ходовой части. На танк предполагалось устанавливать двигатель Maybach 224, мощностью 600 лошадиных сил. Pz.Kpfw. VII имел торсионную подвеску, разработанную Эрнстом Книпкампом. В сентябре управление вооружений сухопутных войск санкционировало постройку прототипа, однако уже в октябре 1940 года работы были прекращены. Проблема состояла в том, что Pz.Kpfw. VII имел максимальную скорость всего 20 километров в час, тогда как Вермахту нужны были сравнительно лёгкие и подвижные машины. В середине 1941 года, однако, был изготовлен прототип танка, но данных об испытаниях нет.
Ещё до начала Великой Отечественной войны немецкая разведка стала получать информацию о советских тяжёлых танках. В частности, имелись сведения о наличии на вооружении Красной армии танков, массой более 115 тонн. После начала войны и встречи с Т-34 и КВ-1 немецкое командование стало серьёзно воспринимать подобные слухи. Осенью 1941 года проекты VK 20.01 и VK 36.01 (H) были свёрнуты ради разработки более тяжёлых машин (будущие Тигр и Пантера). Вполне естественно, что и у VK 65.01 (H) появился наследник.
В конце 1941 года фирме Krupp было выдано задание на разработку нового тяжёлого танка прорыва. Проект получил название «Tiger-Maus» или VK 70.01. Масса танка составляла 90 тонн с лобовой бронёй 140 миллиметров и бортовой бронёй 110 миллиметров. Экипаж должен был состоять из 5 человек. На танк предполагалось ставить двигатель от торпедного катера мощностью 1000 л/с. Максимальная скорость танка должна была составлять 44 км/ч. В качестве вооружения должна была использоваться пушка 15-cm L/37 (или L/40) или 10,5-cm KwK L/70. 
Весной 1942 года фирма Krupp получила заказ на разработку проекта тяжёлого танка прорыва, получившего в апреле обозначение Pz.Kpfw. VII Löwe (нем. Löwe — Лев). Новый проект базировался на VK 70.01. Разработка велась по двум вариантам нового танка:
- Тяжёлый вариант (schwere Löwe) массой 90 тонн с лобовой бронёй 120 миллиметров, с пушкой 10,5-cm KwK L/70 и спаренным с ней пулемётом. Максимальная скорость — 23 км/ч. Экипаж — 5 человек[4]. Башня танка должна была располагаться в корме боевой машины.
- Лёгкий вариант (leichte Löwe) массой 76 тонн с лобовой бронёй 100 миллиметров, с пушкой 10,5-cm KwK L/70 и спаренным с ней пулемётом. Максимальная скорость — 27 км/ч. Экипаж — 5 человек.

Гитлер 6 марта 1942 года распорядился продолжить работу над тяжёлым вариантом танка, оснастив его орудием 15-cm KwK L/37. Лобовая броня должна была быть доведена до 140 миллиметров. Впервые в германской практике планировалась установка литой башни. Первый прототип предполагалось изготовить к весне 1943 года. Это было связано с наличием информации о том, что к этому времени на вооружении Красной армии появятся новые тяжёлые танки. По профилю тяжёлый вариант напоминал Тигр II, при этом планировалось использовать как можно большее число взаимозаменяемых узлов.
В период с марта по май фирма Krupp представила шесть вариантов тяжёлого танка «Лев». Но непреодолимым препятствием для «Льва» стала танковая комиссия Управления вооружений, в которой председательствовал Фердинанд Порше. Он, «взвесив все плюсы и минусы проектов», приказал продолжить разработку Мауса, отклонив проект фирмы Krupp. 18 мая 1942 года по приказу Гитлера работы над танком были остановлены.
В ходе разработки танка «Королевский Тигр» полковник Фихтель из управления вооружениями предложил переработанную модель Льва с 88-мм пушкой KwK 43 L/71 и лобовой бронёй 140 мм. Вес танка должен был составлять 90 тонн, а максимальная скорость — 35 км/ч с 12-цилиндровым двигателем Maybach HL 230 P 30, мощностью 800 л.с. Однако проект был отвергнут.

## Конструкция

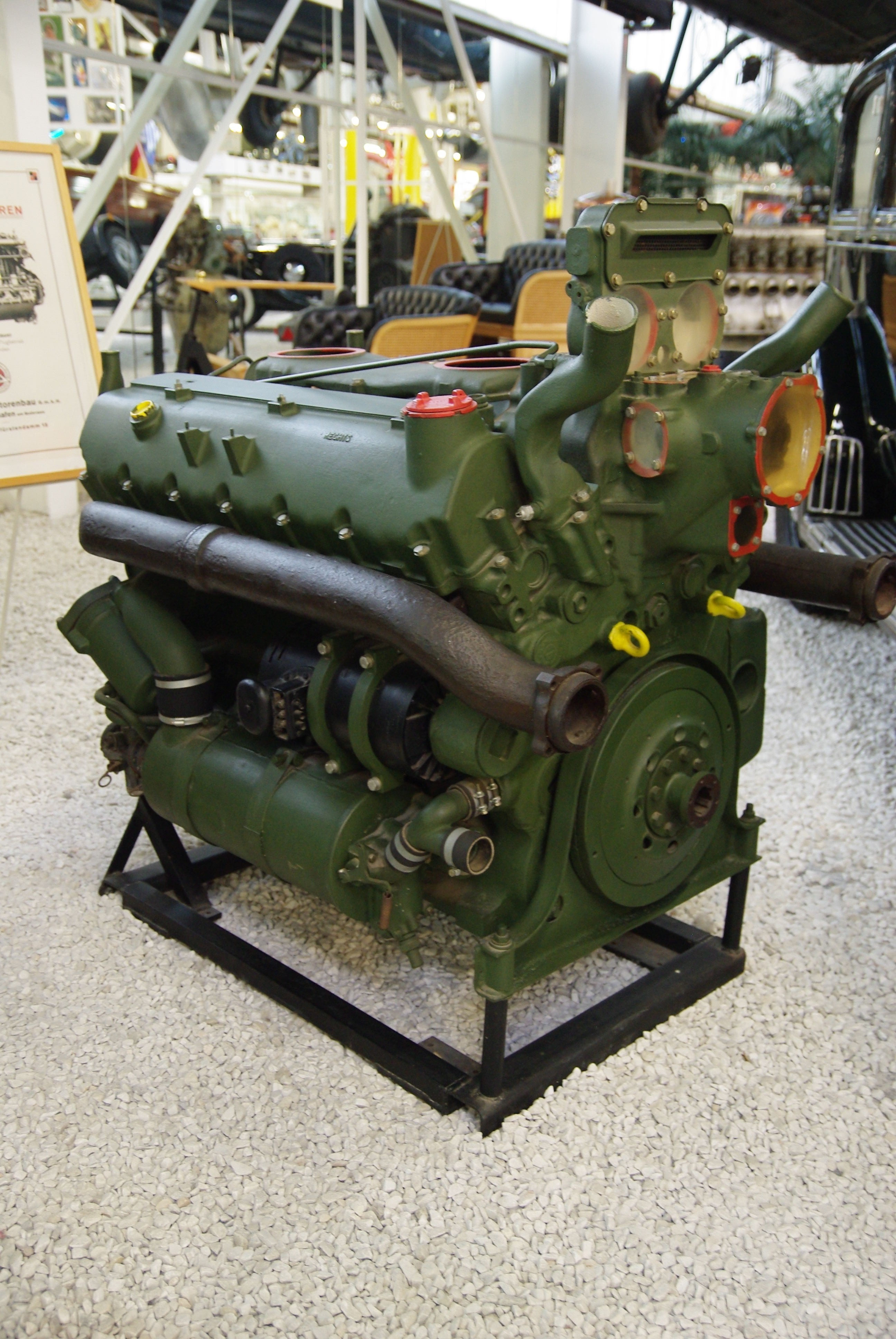
Maybach HL 230 в музее техники в Зинсхайме (Германия)

Экипаж танка состоял из пяти человек. Масса тяжёлого варианта «Льва» достигала 90 тонн, лёгкого — 76.
Ходовая часть применительно к одному борту состояла из 9 опорных катков, расположенных в шахматном порядке. Ведущие колёса располагались спереди, направляющие — сзади. Для улучшения проходимости танка было принято решение довести ширину гусеничных траков до 900—1000 мм, удельное давление на грунт при их использовании составляло 1,0 кг/см². На «Лев» предполагалось ставить V-образный 12-цилиндровый бензиновый карбюраторный двигатель Maybach HL 230, мощностью 800 л.с. При этом максимальная скорость танка должна была составлять 25—30 км/ч по шоссе и 15 км/ч по пересечённой местности. В качестве вооружения в первоначальном варианте предполагалось использовать 105-мм орудие с длиной ствола 70 калибров. На окончательном варианте «Льва» было решено использовать 150-мм орудие с длиной ствола либо 37, либо 40 калибров.
| Сравнение ТТХ вариантов «Льва» |                  |                  |                                                     |
| Характеристики                 | Лёгкий вариант   | Тяжёлый вариант  | Окончательный вариант                               |
| Масса                          | 80               | 90               | 120                                                 |
| Экипаж                         | 5                | 5                | 5                                                   |
| Вооружение                     | 10,5 cm KwK L/70 | 10,5 cm KwK L/70 | 150 mm L/37 (или L/40)                              |
| Бронирование                   | 120 (лоб)        | 150 (лоб)        | 200 мм (лоб корпуса)                                |
| Двигатель                      | Maybach HL 230   | Maybach HL 230   | Maybach HL 230                                      |
| Скорость                       | 27 км/ч          | 23 км/ч          | 25—30 км/ч (шоссе) 15 км/ч (пересечённая местность) |

## Оценка проекта
Танк Лев может считаться одним из примеров «Чудо-оружия». Применение этого танка могло дать выигрыш в тактических операциях благодаря их малой уязвимости и большой огневой мощи, позволявших уверенно поражать танки противника, однако на боевой эффективности существенно сказалась бы малоподвижность танка. При рассмотрении плюсов танка стоит обратить внимание на два момента. Во-первых: до конца войны в Третьем Рейхе так и не было разработано 105-мм орудие, которое планировали установить на «Лев». Во-вторых: немецкий танковый теоретик Хайнц Гудериан в книге «Воспоминания солдата», упоминая визит танковых конструкторов и офицеров Управления вооружённых сухопутных сил в ноябре 1941 года для ознакомления с трофейным Т-34, говорит о снижении качества немецкой стали из-за отсутствия необходимого количества легирующих элементов. Впоследствии этот фактор негативно сказался на броне «Королевского Тигра».